# 第二次薩拉戈薩圍城戰
第二次薩拉戈薩圍城戰（法語：Siège de Saragosse）是半島戰爭中發生在1808年12月19日至1809年2月20日於西班牙薩拉戈薩的一場攻城戰。作為拿破崙入侵西班牙行動的一部分，法蘭西帝國陸軍在11月23日的圖德拉戰役後開始向薩拉戈薩進軍。圍攻部隊包括蒙塞元帥指揮的第3軍與莫蒂埃元帥指揮的第5軍，法軍在摧毀西班牙於城市外圍的防禦工事與部隊後，成功在1809年1月攻入城中，並在長達一個月的殘酷巷戰後逼迫西班牙投降。身為守方的西班牙有超過1.8萬名軍人戰死、3.4萬名平民死亡，是19世紀最血腥的戰鬥之一。

## 註腳
1. 1 2 3 4 5 6 7  Bodart 1908，第393頁.
2. ↑  georgian 2017.